# موشتین
موشتین (به آلمانی: Mustin) یک شهر در آلمان است که در لودویگسلوست-پارشیم واقع شده‌است. موشتین ۵۰۱ نفر جمعیت دارد.